# Androchorema chilense
Androchorema chilense är en nattsländeart som beskrevs av Oliver S. Flint Jr. 1979. Androchorema chilense ingår i släktet Androchorema och familjen Hydrobiosidae. Inga underarter finns listade i Catalogue of Life.

## Bildgalleri

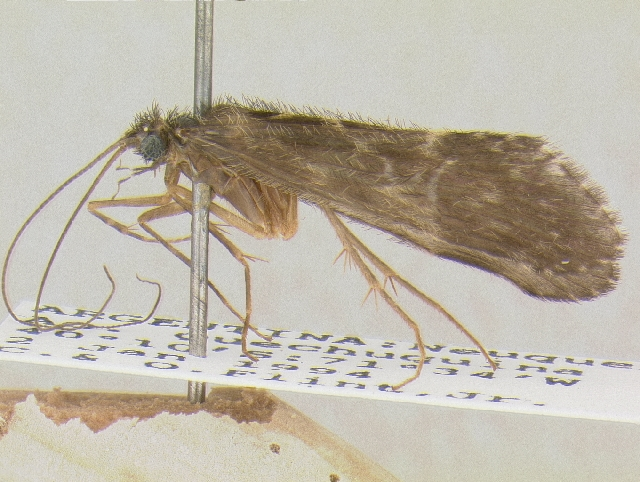